# Morne Vient
Morne Vient es una localidad de Santa Lucía que forma parte del distrito de Micoud.